# Joe Harris (ator)
Joe Harris (11 de janeiro de 1870 – 11 de junho de 1953) foi um ator norte-americano, que entre 1913 e 1923 apareceu em mais de 94 filmes mudos, muitos deles do gênero faroeste. Trabalhou principalmente com o cineasta Harry Carey. Ele nasceu Joseph Harris a 1870, em Lewiston, Maine e faleceu a 1953, em Hollywood, Califórnia, na casa de Harry Carey Jr. Ele tinha a idade de 82 anos.

## Filmografia selecionada
- The Shadow of Nazareth (1913)
- Mary Magdalene (1914)
- Three Mounted Men (1918)
- Hell Bent (1918)
- A Fight for Love (1919)
- Bare Fists (1919)
- Riders of Vengeance (1919)
- The Outcasts of Poker Flat (1919)
- Ace of the Saddle (1919)
- The Freeze-Out (1921)
- Crashin' Thru (1923)